# Campeonato Maranhense de Futebol de 1951
O Campeonato Maranhense de Futebol de 1951 foi a 30º edição da divisão principal do campeonato estadual do Maranhão. O campeão foi o Maranhão que conquistou seu 4º título na história da competição. O artilheiro do campeonato foi Estanislau, jogador do Sampaio Corrêa, com 6 gols marcados.

## Premiação
| Campeonato Maranhense de 1951 |
| São Luís                      |
| ----------------------------- |
| Maranhão Campeão (4º título)  |